# Willi Holdorf
Willi Holdorf, född 17 februari 1940 i Blomesche Wildnis i Schleswig-Holstein, död 5 juli 2020 i Achterwehr i Schleswig-Holstein, var en tysk (västtysk) friidrottare.
Holdorf blev olympisk guldmedaljör på tiokamp vid sommarspelen 1964 i Tokyo.